# Cuculoecus latifrons
Cuculoecus latifrons är en insektsart som först beskrevs av Henry Denny 1842.  Cuculoecus latifrons ingår i släktet borstskedlöss, och familjen fjäderlöss. Arten är reproducerande i Sverige.